# Edi Tubau
Eduard Tubau Cutal (Tarrasa, Barcelona, 6 de enero de 1981) es un exjugador español de hockey hierba. Ocupaba la demarcación de delantero y desarrolló la mayor parte de su carrera en el Club Egara de su ciudad natal, disputando además tres temporadas con el Club de Campo Villa de Madrid.
Fue internacional absoluto durante 16 años (1999–2015) con la selección española, totalizando 280 internacionalidades y formado junto a Pol Amat y Santi Freixa, el denominado «tridente mágico» de la selección. Con ella disputó cuatro Juegos Olímpicos, proclamándose subcampeón olímpico en Pekín 2008 y campeón de Europa en Leipzig 2005.
Trofeo Zamora torneo fútbol playa de Blanes 2018

## Clubes
- Club Egara (1996–2009)
- Club de Campo Villa de Madrid (2009–2012)
- Club Egara (2012–2016)

## Palmarés

### Selección nacional
- Campeonato de Europa Barcelona 2003: Subcampeón  PLATA
- JJ. OO. Atenas 2004: Cuarto
- Campeonato de Europa Leipzig 2005: Campeón  ORO
- Champions Trophy Madrás 2005: Tercero  BRONCE
- Campeonato del Mundo Mönchengladbach 2006: Tercero  BRONCE
- Champions Trophy Terrassa 2006: Tercero  BRONCE
- Campeonato de Europa Mánchester 2007: Subcampeón  PLATA
- Champions Trophy Rotterdam 2008: Subcampeón  PLATA
- JJ. OO. Pekín 2008: Subcampeón  PLATA
- Campeonato de Europa Ámsterdam 2009: Cuarto

### Clubes
- 5 Campeonatos de Liga (1998, 1999, 2000, 2001, 2016)
- 7 Copas de SM el Rey (1999, 2000, 2002, 2007, 2009, 2011, 2012)

## Condecoraciones
| Distinción                                       | Año  |
| ------------------------------------------------ | ---- |
| Medalla de Oro - Real Orden del Mérito Deportivo | 2011 |

## Participaciones en Juegos Olímpicos
- Sídney 2000, puesto 9.
- Atenas 2004, puesto 4.
- Pekín 2008, plata olímpica.
- Londres 2012, puesto 4.

## Filmografía
- Reportaje Teledeporte (17/04/2016), «Edi Tubau» en rtve.es